# Loredana Marcello
Loredana Marcello  (née en 1518 à  Venise et morte dans la même ville le 11 décembre 1572) fut dogaresse de la république de Venise pendant environ deux ans et demi à partir de l'élection de son mari, le doge Alvise Ier Mocenigo (1570-1577).  à savoir du 15 mai 1570, jusqu'à sa mort. Le couple était marié depuis 1533 et sans enfant. Loredana Marcello fut l'une des quatre seules Dogaresse du XVIe siècle et la seule à mourir sous le règne de son mari et Doge, notamment de la peste. Elle fut également la première à recevoir une sculpture sur la fosse commune. Elle a également été représentée par Jacopo Tintoretto dans un portrait de famille. Autrice de poésie notamment, elle a reçu une éducation scientifique et a étudié l'utilisation des herbes dans une forme de médecine palliative précoce avec un professeur au Jardin botanique de Padoue.

## Biographie
Loredana Marcello di Alvise di Gian Francesco est née en 1518.  Elle épousa le futur Doge Sebastiano Venier en 1533. Sa mère était Lucrezia Marcello di Alvise di Pietro. Avec ses sœurs Bianca, Daria et Maria, elle était surnommée fiore de'l secolo (de l'italien, fleur du siècle) et considérée comme l'idéal de la femme instruite à la Renaissance, pour la noblesse vénitienne de l'époque. En raison de ses multiples talents, elle était surnommée Giantessa di merito .
Le couple n'eut pas d'enfants et donc pas d'héritier. Elle avait déjà rédigé un testament le 3 décembre 1549.
Loredana était bien éduquée en sciences et en littérature. Elle s'occupait de questions botaniques , mais surtout des arts curatifs en rapport avec la peste. Elle étudia auprès de Melchiorre Giuliandino, professeur à l'Orto botanico de Padoue , le premier jardin botanique créé à cet effet en 1545. Comme il n'existait pas de remède, il ne pouvait s'agir que d'une forme de médecine palliative, un traitement qui pouvait soulager les symptômes et changer la façon dont les gens perçoivent la maladie. Loredana Marcello est reconnue comme étant l’inventrice de la médecine palliative.  Afin de cultiver les herbes appropriées, elle créa un jardin sur la Giudecca . À son époque, son engagement était largement connu. Ainsi, l'éditeur du Codice erbario Pietro Antonio Michiel (1510-1575), vers 1550, adressa une lettre dédicatoire à la Dogaresse à la fin de sa vie. Cependant, la publication prévue n’a pas vu le jour. 

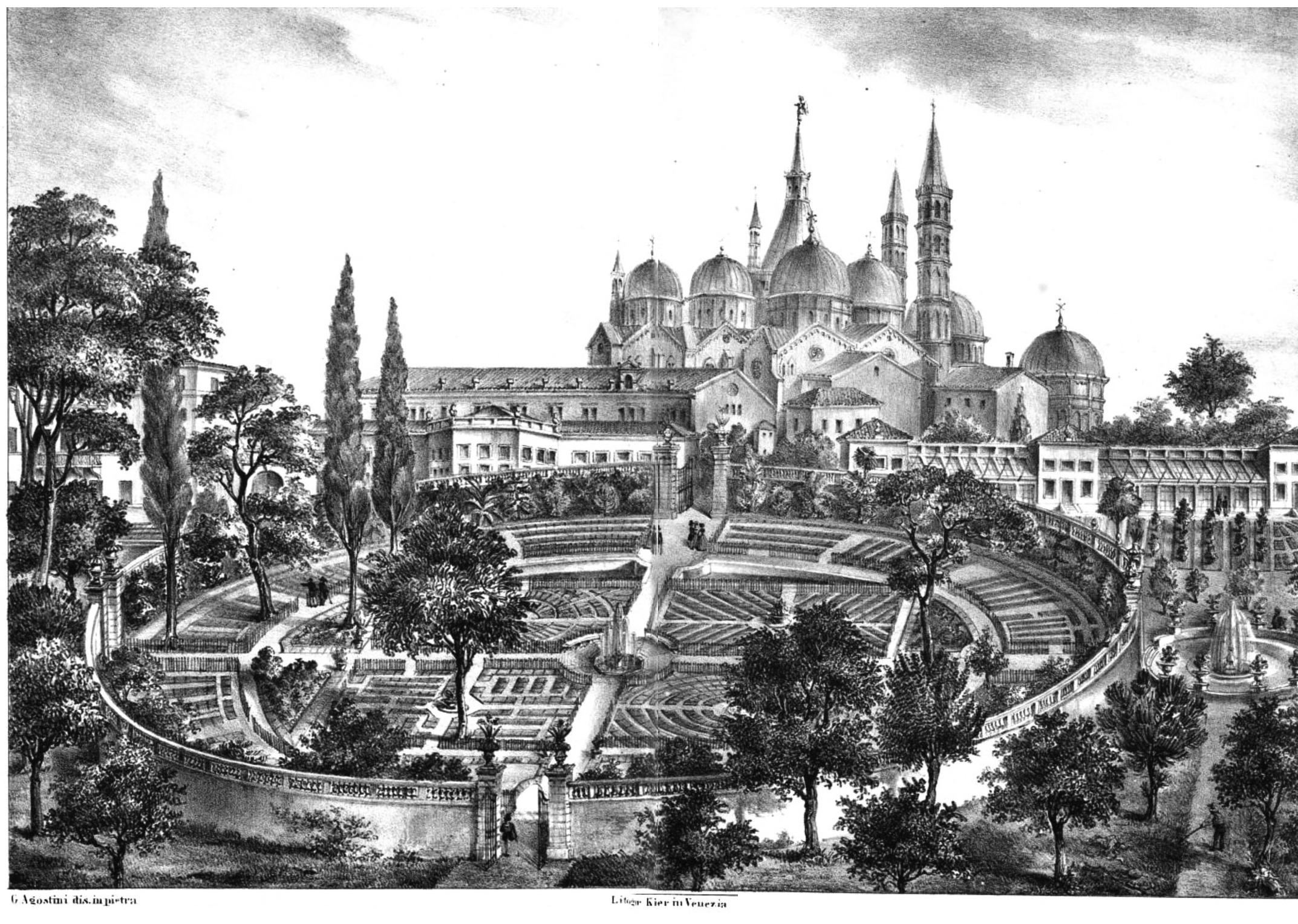
Le Jardin botanique de Padoue (Orto dei semplici) dans une estampe du XVIe siècle, réimprimée dans Roberto De Visiani : L'Orto botanico di Padova nell' anno MDCCCXLII, Angelo Sicca, Padoue 1842 (Giardino botanico di Padova)

Dans un éloge funèbre écrit entre 1570 et 1572, au moins à l'époque où Marcello était Dogaressa, le poète Luigi Groto appelle la Dogaresse « Parona de Vegniesia » (Patronne de Venise).

## Mort, représentations
Loredana Marcello mourut le 11 décembre 1572, avant même d'avoir vécu l'entrée solennelle et le couronnement. Le double tombeau du Doge veuf et de son épouse se trouve sur le mur ouest de la nef de l'église de San Zanipolo.  Le monument, en pierre d'Istrie , conçu et exécuté par Girolamo Grapiglia ( v. 1572–1621) et Francesco Contino, qui l'acheva en 1646, a une structure à deux étages. Au deuxième étage se trouvent les deux sarcophages avec des gisants allongés de chaque côté d'une sculpture du Christ bénissant.
Dans le Cérémonial, préparé en 1593 par le secrétaire Paolo Rena sur ordre du Conseil des Dix et destiné à montrer les modalités de la représentation cérémonielle de l'État, on trouve des descriptions de l'entrée cérémonielle de Dogaresse, avec quatre miniatures insérées dans le volume 1. Ces images représentent ladite entrée, le veuvage et la tenue funéraire de trois Dogaresse. Il s'agissait de Zilia Dandolo Priuli , Loredana Marcello Mocenigo et Cecilia Contarini Venier, et donc trois des quatre Dogaresse du XVIe siècle. Cela met en évidence sa position importante dans le rituel public de l'État, mais aussi le respect des moments où la Dogaresse était présente.
Elle est la première Dogaresse à avoir reçu une représentation grandeur nature sur la tombe de sa famille.
Jacopo Tintoretto a créé un tableau de la famille dans la posture typique d'adoration de Marie.